# Кореляція Веллера
Кореляція Веллера (рос. корреляция Веллера, англ. Weller correlation) — емпірична залежність різниці енергій ексиплекса з повним переносом заряду та енергії основного стану в н-гексані від потенціалу (E0) одноелектронного окиснення чи відновлення, виміряних у полярному розчиннику для донора (D) та акцептора (A)
ΔH(D+A–)гексан= E0(D/D+) — Е0(A/A–) + (0.15 ± 0.10).